# Sint-Truidense
El Koninklijke Sint-Truidense Voetbalvereniging (en español: Real Asociación de Fútbol de Sint-Truiden), conocido simplemente como K Sint-Truidense VV, es un club de fútbol belga de la ciudad de Sint-Truiden, en la provincia de Limburgo. Fue fundado en 1924 y juega en la Primera División de Bélgica. 

## Historia

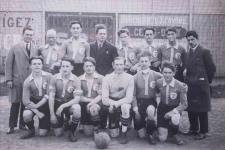
Fundación del club

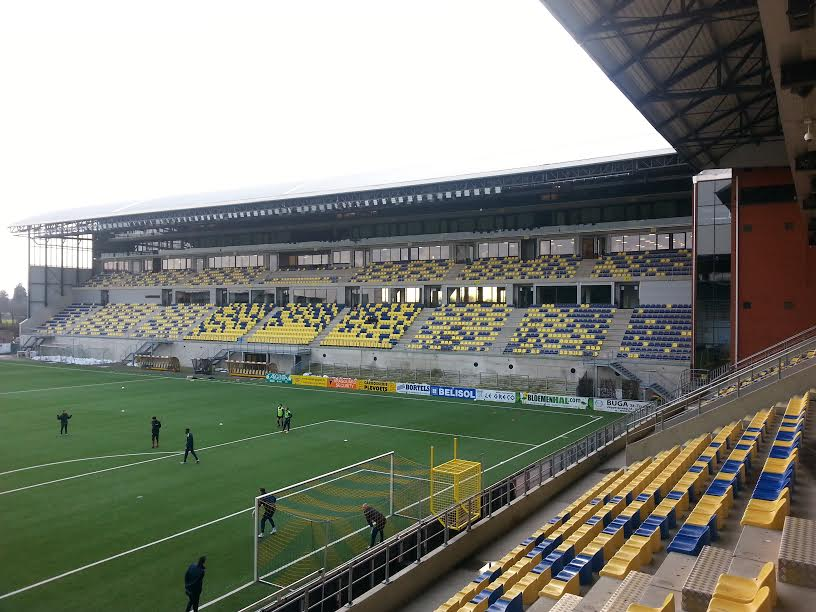
Stayen

Sint-Truiden V.V. se fundó en 1924. El 23 de febrero de 1924, el club se unió a la Asociación Belga de Fútbol y se le asignó el número de matrícula 373. Se eligieron el amarillo y el azul como los colores del club. El primer partido amistoso de STVV fue contra Cercle Tongeren. El club llegó a la Tercera nacional sólo cuatro años después de su fundación. Se mantuvo en esa categoría desde la temporada 1929-30 hasta la 1947-48 con algún descenso a Provincial. Memorable fue la temporada 1938-39, en la que su jugador Pol Appeltants estableció un récord del club al anotar nada menos que 50 goles. Los hermanos Appeltants serían los primeros truidenses en jugar para la selección belga en 1948. STVV sufrió graves daños en 1944 durante la Segunda Guerra Mundial cuando los ataques aéreos alemanes destruyeron el campo de juego.
En la temporada 1946-47, Pol Appeltants hizo historia al ser el primer limburgués y truidense en debutar con la selección belga. Un año después, STVV celebró su 25⁰ aniversario con un título de campeón: el ascenso a la Segunda división.
En 1952 Sint-Truidense VV fue nombrado con el título de 'Real', pasando a ser Koninklijke Sint-Truidense V.V. En la temporada 1955-1956, fueron terceros en Segunda y alcanzaron las semifinales de la Copa de Bélgica, cayendo por 2-1 contra Royal Antwerp.
En la siguiente temporada 1956-57 había llegado el momento: STVV ascendió a Primera División. Los primeros años en la élite fueron una luchar por eludir el descenso. En 1959 se inauguró la primera instalación de iluminación en Stayen y un joven, entonces aún desconocido, Raymond Goethals llegó a STVV. Este maestro táctico introdujo una nueva táctica y convirtió a STVV en una equipo de Primera a quien temer.
En la campaña 1962-63 el equipo terminó en quinto lugar y anotó un pleno ante el Anderlecht (3-1 y 1-2). La novena temporada consecutiva en Primera, la 1965-66, fue la mejor de la historia. Sint Truiden cosechó 23 de 24 puntos posibles y fue campeón de invierno. Sint-Truiden se convirtió de repente en el epicentro del fútbol belga. Los "canarios" Bosmans, Martens, Polleunis y Vandeboer fueron convocados como internacionales A o B por Bélgica y la Federación Española de Fútbol invitó al equipo a un partido amistoso contra la selección nacional. El club terminó la temporada como subcampeón a 7 puntos de Anderlecht. El mago Raymond Goethals, que jugó un papel muy importante en este éxito, dejó STVV para convertirse en seleccionador nacional belga.
El 7 de abril de 1968, Lon Polleunis debutó con los Diablos Rojos en Ámsterdam, donde los belgas ganaron 1-2 y Lon marcó el primer gol. Polleunis recibió la Bota de Oro en la temporada 1968-69 por sus magníficas actuaciones en STVV y la selección nacional. El club acabó séptimo en esa campaña. 
La final de la Copa de Bélgica en 1970-71 fue la siguiente gran actuación de los canarios. Miles de seguidores viajaron a Heysel, donde Beerschot demostró ser demasiado fuerte en la prórroga. La derrota por 2-1 (gol de Eddy Lievens) supuso el final de un bonito sueño. 
Para la temporada 1972-73, STVV fichó al máximo goleador austríaco Alfred Riedl. El austriaco confirmó su instinto goleador y se convirtió en máximo goleador en 1973 junto con Robbie Rensenbrink del Anderlecht con 16 dianas.
La experiencia en la élite acabaría en la temporada 1973-74 cuando STVV sería colista y descendía a Segunda. En términos deportivos, no hubo mucho que destacar en la primera parte de ese período de 13 años, de 1974 a 1985. STVV jugó principalmente en media tabla. Cambios de entrenador, el ex Bota de Oro Wilfried Van Moer bajó a Stayen (primero como jugador y luego como jugador-entrenador), la llegada del surcoreano Jong Wong Park, los dos brasileños Pereira y Georgini en la 1980-81, Guy Lambeets como nuevo presidente en la 1978-79, el avance de jóvenes como Armand Cleuren, Roland Velkeneers, Erwin Coenen y Renaat Koopmans, la compra de Fazekas, Cremasco, Agten, etc.
Durante este período de 13 años en Segunda, STVV tuvo multitud de entrenadores, Marcel Vercammen, Gerard Bergholtz, Albert Bers y Wilfried van Moer. 
La temporada 1986-87 marcó el final de la costosa política de las estrellas. Los jóvenes como Marc Wilmots y Danny Boffin tomaron cartas en el asunto. Esto con un resultado positivo, devolvió a Canarias a lo más alto en segunda clase. Marc Wilmots también se convirtió en el máximo goleador de esa temporada con 22 goles. STVV y Winterslag estaban igualados en la batalla por el ascenso, una batalla que ganó STVV. Sin embargo, esta estancia duró solo cuatro temporadas, pero después de otros tres años en Segunda División, el club volvió a jugar en Primera División a partir de 1994.
Sint-Truiden ganó un trofeo nacional por primera vez en 1999, cuando derrotó por 4-3 al Germinal Ekeren en la final de la Copa de la Liga. Esto permitió al club jugar competiciones europeas por primera vez en su historia. En 2003 STVV logró un sorprendente cuarto lugar y alcanzó la final de la Copa de Bélgica, pero perdió 3-1 contra RAA Louviéroise. Sin embargo, al equipo de Truiden se le permitió volver a jugar europeo.
En 2008, Sint-Truiden descendió de nuevo a Segunda División después de 14 años. Se nombró un nuevo entrenador, Guido Brepoels. Bajo su ala, el equipo volvió a tener éxito: Sint-Truiden jugó una fuerte temporada 2008-09, inmediatamente se llevó el título y pudo regresar a la máxima división después de un año. Allí, el equipo tuvo un buen comienzo. El pico se alcanzó después de seis jornadas: Sint-Truiden encabezó la clasificación en Primera División por primera vez en 44 años, un lugar que podría ocupar durante dos jornadas. En el transcurso de la temporada, el equipo sacó un 10 de 12 contra los gigantes Standard Liège y RSC Anderlecht. En la liga reformada finalmente lograron un lugar entre los seis primeros, para poder pasar a la eliminatoria I. Al final terminaron en cuarto lugar. Un duelo contra el ganador de la eliminatoria II, KRC Genk, tuvo que decidir qué club jugaría en Europa. Sint-Truiden perdió tanto el primer partido como el de vuelta, y después de una temporada fuerte, finalmente se perdió un lugar europeo.
En 2010-11, STVV tuvo una temporada difícil. Al final lograron salvarse, con un duodécimo puesto. En el verano de 2011, el presidente Roland Duchâtelet dejó el club cuando compró Standard Liège y fue elegido presidente allí. Benoît Morrenne lo sucedió. Sin embargo, esto se intensificó en enero de 2012 después de malos resultados. En el momento de su marcha, el club ya se encontraba en difícil situación. El último puesto no se pudo evitar, y tras perder el play-off III ante el KVC Westerlo, STVV descendió a Segunda División. Tres años después, Sint-Truiden consiguió llevarse el título por cuarta vez en Segunda División.
En la temporada 2016-17, la primera temporada del regreso de Roland Duchâtelet y su esposa Marieke Höfte, STVV tuvo una temporada mediocre. El técnico Iván Leko logró llegar a la final de la eliminatoria II. Perdieron contra su archirrival KRC Genk. Al final de la temporada, 1 mes después de que Leko firmara por 2 temporadas, el Club Brugge lo compró. En junio de 2017, STVV anunció que Japanese Digital Media Mart compraba el 20% de las acciones del club. En noviembre de 2017, la empresa compró el 80% restante de las acciones y se convirtió en propietario único del club.

## Palmarés

### Torneos nacionales
- Primera División de Bélgica: Segundo: 1965-66

- Segunda División de Bélgica (4): 1987, 1994, 2009, 2015
- Copa de la Liga de Bélgica (1): 1999

## Temporada a temporada
| Temporada | Nivel | Nivel | Nivel | Nivel | Nivel | Denominación                           | Puntos                                 | Observaciones                                                              | Copa                                   |
|           | I     | II    | PI    | PII   | PIII  |                                        |                                        |                                                                            | Copa                                   |
| --------- | ----- | ----- | ----- | ----- | ----- | -------------------------------------- | -------------------------------------- | -------------------------------------------------------------------------- | -------------------------------------- |
| 1925/26   |       |       |       | 4     |       | Segunda Provincial                     | 16                                     |                                                                            |                                        |
|           | I     | II    | III   | PI    | PII   | desde 1926/27 hay 3 niveles nacionales | desde 1926/27 hay 3 niveles nacionales | desde 1926/27 hay 3 niveles nacionales                                     | desde 1926/27 hay 3 niveles nacionales |
| 1926/27   |       |       |       | 3     |       | Primera Provincial                     | 19                                     |                                                                            |                                        |
| 1927/28   |       |       |       | 2     |       | Primera Provincial                     | 30                                     | ascenso a través de finales nacionales                                     |                                        |
| 1928/29   |       |       | 13    |       |       | Tercera C                              | 15                                     |                                                                            |                                        |
| 1929/30   |       |       |       | 1     |       | Primera Provincial                     | 34                                     |                                                                            |                                        |
| 1930/31   |       |       | 9     |       |       | Tercera C                              | 24                                     |                                                                            |                                        |
| 1931/32   |       |       | 10    |       |       | Tercera D                              | 23                                     |                                                                            |                                        |
| 1932/33   |       |       | 9     |       |       | Tercera D                              | 25                                     |                                                                            |                                        |
| 1933/34   |       |       | 7     |       |       | Tercera D                              | 28                                     |                                                                            |                                        |
| 1934/35   |       |       | 12    |       |       | Tercera D                              | 19                                     |                                                                            |                                        |
| 1935/36   |       |       |       | 3     |       | Primera Provincial                     | 32                                     |                                                                            |                                        |
| 1936/37   |       |       |       | 1     |       | Primera Provincial                     | 47                                     |                                                                            |                                        |
| 1937/38   |       |       | 8     |       |       | Tercera B                              | 27                                     |                                                                            |                                        |
| 1938/39   |       |       | 6     |       |       | Tercera D                              | 25                                     |                                                                            |                                        |
| 1939/40   |       |       | -     |       |       | Tercera D                              | -                                      | competición no finalizada debido al estallido de la Segunda Guerra Mundial |                                        |
| 1940/41   |       |       | -     |       |       | Tercera D                              | -                                      | sin competición oficial debido a la Segunda Guerra Mundial                 |                                        |
| 1941/42   |       |       | 7     |       |       | Tercera D                              | 29                                     |                                                                            |                                        |
| 1942/43   |       |       | 4     |       |       | Tercera A                              | 42                                     |                                                                            |                                        |
| 1943/44   |       |       | 2     |       |       | Tercera D                              | 41                                     |                                                                            |                                        |
| 1944/45   |       |       | -     |       |       | Tercera D                              | -                                      | competición no finalizada debido a Segunda Guerra Mundial                  |                                        |
| 1945/46   |       |       | 2     |       |       | Tercera D                              | 58                                     |                                                                            |                                        |
| 1946/47   |       |       | 2     |       |       | Tercera C                              | 54                                     |                                                                            |                                        |
| 1947/48   |       |       | 1     |       |       | Tercera D                              | 50                                     |                                                                            |                                        |
| 1948/49   |       | 11    |       |       |       | Segunda A                              | 28                                     |                                                                            |                                        |
| 1949/50   |       | 12    |       |       |       | Segunda B                              | 26                                     |                                                                            |                                        |
| 1950/51   |       | 8     |       |       |       | Segunda A                              | 29                                     |                                                                            |                                        |
| 1951/52   |       | 8     |       |       |       | Segunda B                              | 30                                     |                                                                            |                                        |
|           | I     | II    | III   | IV    | PI    |                                        |                                        | desde 1952/53 hay 4 niveles nacionales                                     | Copa                                   |
| 1952/53   |       | 6     |       |       |       | Segunda                                | 31                                     |                                                                            |                                        |
| 1953/54   |       | 3     |       |       |       | Segunda                                | 35                                     |                                                                            | 1/16                                   |
| 1954/55   |       | 14    |       |       |       | Segunda                                | 25                                     |                                                                            | 1/64                                   |
| 1955/56   |       | 3     |       |       |       | Segunda                                | 36                                     |                                                                            | 1/4                                    |
| 1956/57   |       | 2     |       |       |       | Segunda                                | 39                                     |                                                                            |                                        |
| 1957/58   | 12    |       |       |       |       | Primera                                | 24                                     |                                                                            |                                        |
| 1958/59   | 14    |       |       |       |       | Primera                                | 22                                     |                                                                            |                                        |
| 1959/60   | 12    |       |       |       |       | Primera                                | 27                                     |                                                                            |                                        |
| 1960/61   | 7     |       |       |       |       | Primera                                | 31                                     |                                                                            |                                        |
| 1961/62   | 8     |       |       |       |       | Primera                                | 27                                     |                                                                            |                                        |
| 1962/63   | 5     |       |       |       |       | Primera                                | 33                                     |                                                                            |                                        |
| 1963/64   | 13    |       |       |       |       | Primera                                | 24                                     |                                                                            | 1/16                                   |
| 1964/65   | 5     |       |       |       |       | Primera                                | 33                                     |                                                                            | 1/16                                   |
| 1965/66   | 2     |       |       |       |       | Primera                                | 40                                     |                                                                            | 1/8                                    |
| 1966/67   | 6     |       |       |       |       | Primera                                | 31                                     |                                                                            | 1/16                                   |
| 1967/68   | 5     |       |       |       |       | Primera                                | 34                                     |                                                                            | 1/16                                   |
| 1968/69   | 7     |       |       |       |       | Primera                                | 33                                     |                                                                            | 1/4                                    |
| 1969/70   | 12    |       |       |       |       | Primera                                | 23                                     |                                                                            | 1/16                                   |
| 1970/71   | 8     |       |       |       |       | Primera                                | 29                                     | pierde final Copa por 2-1 (prórroga) contra Beerschot VAC                  | Finalista                              |
| 1971/72   | 11    |       |       |       |       | Primera                                | 26                                     |                                                                            | 1/16                                   |
| 1972/73   | 13    |       |       |       |       | Primera                                | 25                                     |                                                                            | 1/8                                    |
| 1973/74   | 16    |       |       |       |       | Primera                                | 23                                     |                                                                            | 1/8                                    |
| 1974/75   |       | 8     |       |       |       | Segunda                                | 31                                     |                                                                            | 1/4                                    |
| 1975/76   |       | 8     |       |       |       | Segunda                                | 32                                     |                                                                            | 1/8                                    |
| 1976/77   |       | 3     |       |       |       | Segunda                                | 35                                     |                                                                            | 1/32                                   |
| 1977/78   |       | 12    |       |       |       | Segunda                                | 25                                     |                                                                            | 1/16                                   |
| 1978/79   |       | 8     |       |       |       | Segunda                                | 28                                     |                                                                            | 1/8                                    |
| 1979/80   |       | 13    |       |       |       | Segunda                                | 26                                     |                                                                            | 1/64                                   |
| 1980/81   |       | 11    |       |       |       | Segunda                                | 28                                     |                                                                            | 1/32                                   |
| 1981/82   |       | 9     |       |       |       | Segunda                                | 29                                     | campeón de una vuelta, cuarto en play-off con 1 punto                      | 1/8                                    |
| 1982/83   |       | 6     |       |       |       | Segunda                                | 34                                     |                                                                            | 1/16                                   |
| 1983/84   |       | 6     |       |       |       | Segunda                                | 34                                     |                                                                            | 1/8                                    |
| 1984/85   |       | 5     |       |       |       | Segunda                                | 34                                     | campeón de una vuelta, tercero en play-off con 5 puntos                    | 1/8                                    |
| 1985/86   |       | 11    |       |       |       | Segunda                                | 28                                     |                                                                            | 1/8                                    |
| 1986/87   |       | 1     |       |       |       | Segunda                                | 45                                     |                                                                            | 1/16                                   |
| 1987/88   | 11    |       |       |       |       | Primera                                | 29                                     |                                                                            | 1/4                                    |
| 1988/89   | 7     |       |       |       |       | Primera                                | 35                                     |                                                                            | 1/8                                    |
| 1989/90   | 15    |       |       |       |       | Primera                                | 27                                     |                                                                            | 1/4                                    |
| 1990/91   | 17    |       |       |       |       | Primera                                | 22                                     |                                                                            | 1/32                                   |
| 1991/92   |       | 7     |       |       |       | Segunda                                | 30                                     |                                                                            | 1/8                                    |
| 1992/93   |       | 7     |       |       |       | Segunda                                | 28                                     |                                                                            | 1/32                                   |
| 1993/94   |       | 1     |       |       |       | Segunda                                | 62                                     |                                                                            | 1/16                                   |
| 1994/95   | 8     |       |       |       |       | Primera                                | 35                                     |                                                                            | 1/16                                   |
| 1995/96   | 15    |       |       |       |       | Primera                                | 40                                     |                                                                            | 1/2                                    |
| 1996/97   | 11    |       |       |       |       | Primera                                | 39                                     |                                                                            | 1/16                                   |
| 1997/98   | 14    |       |       |       |       | Primera                                | 37                                     |                                                                            | 1/4                                    |
| 1998/99   | 9     |       |       |       |       | Primera                                | 51                                     |                                                                            | 1/4                                    |
| 1999/00   | 13    |       |       |       |       | Primera                                | 37                                     |                                                                            | 1/2                                    |
| 2000/01   | 13    |       |       |       |       | Primera                                | 35                                     |                                                                            | 1/4                                    |
| 2001/02   | 8     |       |       |       |       | Primera                                | 53                                     |                                                                            | 1/2                                    |
| 2002/03   | 4     |       |       |       |       | Primera                                | 56                                     | pierde la final de Copa de Bélgica 3-1 contra el RAA Louviéroise           | Finalista                              |
| 2003/04   | 13    |       |       |       |       | Primera                                | 38                                     |                                                                            | 1/16                                   |
| 2004/05   | 14    |       |       |       |       | Primera                                | 36                                     |                                                                            | 1/8                                    |
| 2005/06   | 15    |       |       |       |       | Primera                                | 34                                     |                                                                            | 1/4                                    |
| 2006/07   | 15    |       |       |       |       | Primera                                | 35                                     |                                                                            | 1/8                                    |
| 2007/08   | 17    |       |       |       |       | Primera                                | 27                                     |                                                                            | 1/16                                   |
| 2008/09   |       | 1     |       |       |       | Segunda                                | 80                                     |                                                                            | 1/32                                   |
| 2009/10   | 4     |       |       |       |       | Primera                                | 34                                     | quinto en temporada regular; perdió la plaza europea contra KRC Genk       | 1/16                                   |
| 2010/11   | 12    |       |       |       |       | Primera                                | 29                                     |                                                                            | 1/16                                   |
| 2011/12   | 16    |       |       |       |       | Primera                                | 19                                     | derrota ante KVC Westerlo en el play-off III, descenso directo             | 1/8                                    |
| 2012/13   |       | 4     |       |       |       | Segunda                                | 57                                     |                                                                            | 1/4                                    |
| 2013/14   |       | 3     |       |       |       | Segunda                                | 67                                     | tercero en play-off con 7 puntos                                           | 1/64                                   |
| 2014/15   |       | 1     |       |       |       | Segunda                                | 79                                     |                                                                            | 1/16                                   |
| 2015/16   | 13    |       |       |       |       | Primera                                | 30                                     |                                                                            | 1/8                                    |
|           | I     | II    | III   | IV    | V     |                                        |                                        | desde 2016/17 hay 3 niveles nacionales y 2 regionales                      | Copa                                   |
| 2016/17   | 12    |       |       |       |       | Primera                                | 30                                     |                                                                            | 1/4                                    |
| 2017/18   | 10    |       |       |       |       | Primera                                | 37                                     |                                                                            | 1/8                                    |
| 2018/19   | 7     |       |       |       |       | Primera                                | 47                                     |                                                                            | 1/4                                    |
| 2019/20   | 12    |       |       |       |       | Primera                                | 33                                     |                                                                            | 1/8                                    |
| 2020/21   | 15    |       |       |       |       | Primera                                | 38                                     |                                                                            | 1/8                                    |
| 2021/22   | 9     |       |       |       |       | Primera                                | 51                                     |                                                                            | 1/16                                   |
| 2022/23   | 12    |       |       |       |       | Primera                                | 42                                     |                                                                            | 1/4                                    |
| 2023/24   | 9     |       |       |       |       | Primera                                | 40                                     |                                                                            | 1/8                                    |
| 2024/25   | 14    |       |       |       |       | Primera                                | 31                                     |                                                                            | 1/4                                    |

## Participación en competiciones europeas
| Temporada | Competición               | Ronda         | Rival          | Resultados |
| --------- | ------------------------- | ------------- | -------------- | ---------- |
| 1999-00   | Copa Intertoto de la UEFA | Primera Ronda | Spartak Varna  | 2-1, 6-0   |
| 1999-00   | Copa Intertoto de la UEFA | Segunda Ronda | Ararat Ereván  | 2-0, 3-1   |
| 1999-00   | Copa Intertoto de la UEFA | Tercera Ronda | Austria Viena  | 0-2, 2-1   |
| 2003-04   | Copa Intertoto de la UEFA | Segunda Ronda | Tobol Kostanai | 0-2, 0-1   |